# Nimroz (prowincja)
Nimroz (paszto: نیمروز) – jedna z 34 prowincji afgańskich, położona w południowo-zachodnim zakątku kraju. Granice zewnętrzne z Iranem i z Pakistanem. Według danych z 2021 roku, Nimroz zamieszkuje prawie 187 tys. mieszkańców na obszarze 41 tys. km². Jest to najrzadziej zaludniona prowincja kraju. Główne grupy narodowościowe to Beludżowie oraz Pasztuni. Stolica prowincji w Zarandż.

## Powiaty
- Chahar Burjak
- Chakhansur
- Kang
- Khash Rod
- Zarandż (stolica prowincji)

## Miasta
- Chakhansur